# Rivière Dumau
Pour les articles homonymes, voir Dumau.
La rivière Dumau est un affluent de la rivière au Serpent, coulant dans le territoire non organisé de Passes-Dangereuses, dans la municipalité régionale de comté (MRC) de Maria-Chapdelaine, dans la région administrative de Saguenay-Lac-Saint-Jean, dans la province de Québec, au Canada.
Le bassin versant de la rivière Dumau est desservi par une route forestière secondaire qui remonte jusqu'à la rivière Brodeuse, ainsi que par la route forestière R0250 qui remonte la vallée de la rivière des Prairies pour rejoindre le lac Grenier et la rivière Brodeuse. Quelques routes secondaires desservent la zone pour les besoins de la foresterie et des activités récréotouristiques,,.
La foresterie constitue la principale activité économique du secteur ; les activités récréotouristiques, en second.
La surface de la rivière Dumau est habituellement gelée de la fin novembre au début avril, toutefois la circulation sécuritaire sur la glace se fait généralement de la mi-décembre à la fin mars.

## Géographie
Les principaux bassins versants voisins de la rivière Dumau sont :
- côté Nord : lac Grenier, rivière Brodeuse, lac Péribonka, rivière Péribonka ;
- côté Est : lac Dumau, rivière Péribonka, Petite rivière Shipshaw ;
- côté Sud : rivière au Serpent, lac D'Ailleboust, rivière D'Ailleboust, lac Étienniche, rivière Étienniche ;
- côté Ouest : rivière Lekau, rivière des Prairies, rivière Kauashetesh, rivière Ashiniu, rivière au Serpent, lac du Serpent, rivière au Serpent Sud-Ouest, rivière Lapointe, rivière du Sapin Croche, rivière Mistassibi Nord-Est[2].

La rivière Dumau prend sa source à l’embouchure d’un lac non identifié (longueur : km ; altitude : m) dans le territoire non organisé de Passes-Dangereuses. Ce plan d’eau est situé au pied Ouest d’une montagne, soit à :
- 10,3 km au Sud-Ouest du centre du hameau de Chute-des-Passes ;
- 9,5 km au Nord de l’embouchure de la rivière Dumau (confluence avec la rivière au Serpent) ;
- 31,1 km au Nord-Ouest de l’embouchure de la rivière au Serpent (confluence avec la rivière Péribonka) ;
- 8,7 km au Sud du barrage de l’embouchure du lac Péribonka (traversé par la rivière Péribonka)[2],[5].

À partir de sa source, la rivière Dumau coule sur 13,0 km, entièrement en zone forestière, entre la rivière des Prairies (côté Ouest) et la rivière Péribonka (côté Est), selon les segments suivants :
- 5,5 km vers le Sud dans une vallée encaissée, en recueillant un ruisseau (venant du Nord-Est), jusqu’à la rivière Lekau (venant de l’Ouest) ;
- 1,6 km vers le Sud-Est, jusqu’à la rive Nord d’un lac non identifié ;
- 1,4 km vers le Sud-Est en contournant par le Nord-Est une presqu’île en traversant un lac non identifié (longueur : 1,7 km ; altitude : 335 m), jusqu’à son embouchure. Note : Ce lac reçoit du côté Est la décharge du lac Dumau ;
- 4,5 km vers le Sud en formant une courbe vers l’Est, jusqu’à son embouchure[2].

La rivière Dumau se déverse sur la rive Nord de la rivière au Serpent. Cette embouchure est située à :
- 2,9 km au Sud-Ouest du lac Dumau ;
- 24,3 km au Nord-Ouest de l’embouchure de la rivière au Serpent ;
- 31,0 km au Nord-Ouest de l’embouchure de la rivière Manouane ;
- 18,4 km au Sud de l’embouchure du lac Péribonka lequel est traversé vers le Sud-Est par la rivière Péribonka ;
- 122,3 km au Nord de l’embouchure de la rivière Péribonka (confluence avec le lac Saint-Jean)[2].

À partir de l’embouchure de la rivière Dumau, le courant descend le cours de la rivière au Serpent sur 32,5 km vers le Sud-Est, le cours de la rivière Péribonka sur 150,3 km vers le Sud, traverse le lac Saint-Jean sur 29,3 km vers l’Est, puis emprunte sur 155 km le cours de la rivière Saguenay vers l’Est jusqu'à la hauteur de Tadoussac où il conflue avec le fleuve Saint-Laurent.

## Toponymie
Le terme « Dumau » constitue un patronyme de famille d'origine française.
Le toponyme de « rivière Dumau » a été officialisé le 5 décembre 1968 à la Banque des noms de lieux de la Commission de toponymie du Québec.